# GNU Binary Utilities
A GNU Binary Utilities, vagy röviden binutils egy programozói eszközkészlet – kis programok gyűjteménye – amely a bináris programkódok készítése és módosítása során nyújt segítséget a szoftverfejlesztőnek.

## Parancsok
A binutils a következő futtatható parancsokat tartalmazza:
| as        | assembler ami a gép számára értelmezhető bináris kódot állítja elő          |
| ld        | linker, amelynek feladata a különböző binárisok összekapcsolása/összefűzése |
| gprof     | profiler, dinamikus programelemzést valósít meg                             |
| addr2line | címet fájl és sor hivatkozássá alakít                                       |
| ar        | fájl archívumokat készít, módosít, kibont                                   |
| c++filt   | c++ demangling                                                              |
| dlltool   | Windows DLL fájlok készítése (dinamikus programkönyvtárak)                  |
| gold      | egy linker az „ELF” fájlok számára                                          |
| nlmconv   | object fájl konvertálása NLM (NetWare Loadable Module) modullá              |
| ldd       | importált programkönyvtárak kilistázása object fájlból                      |
| nm        | exportált szimbólumok kilistázása object fájlból                            |
| objcopy   | object fájl másoláda                                                        |
| objdump   | információk listázása object fájlból                                        |
| ranlib    | indexeket generál az archívumoknak                                          |
| readelf   | kilistázza az „ELF” fájl tartalmát                                          |
| size      | kilistázza a teljes és a részek méreteit                                    |
| strings   | kilistázza a sztringeket (amik megjeleníthetőek)                            |
| strip     | eltávolítja a szimbólumokat az object fájlból                               |
| windmc    | Windows üzenetforrásokat generál                                            |
| windres   | fordító a Windows forrásfájlokhoz                                           |

## Fordítás
- Ez a szócikk részben vagy egészben  a   GNU Binutils című angol Wikipédia-szócikk fordításán alapul.  Az eredeti cikk szerkesztőit annak laptörténete sorolja fel. Ez a jelzés csupán a megfogalmazás eredetét és a szerzői jogokat jelzi, nem szolgál a cikkben szereplő információk forrásmegjelöléseként.